# Zviad Izoria
Zviad Izoria est un joueur d'échecs géorgien, né le 6 janvier 1984 à Khoni. Depuis février 2013, il est affilié à la fédération américaine des échecs.
Au 1er juillet 2015, Izoria est le no 17 américain avec un classement Elo de 2 566.

## Biographie et carrière
Izoria fut champion du monde des moins de 16 ans en 2000 et champion d'Europe junior à deux reprises (en 2001 et 2002).
Il est grand maître international depuis 2002. 
Izoria a représenté la Géorgie lors de trois olympiades (en 2002, 2006 et 2008). En 2002, il jouait comme échiquier de réserve et son équipe finit quatrième de l'olympiade d'échecs de 2002.
Outre le championnat d'Europe junior, Zviad Izoria a remporté :
- la Coupe Kasparov en 2000 à Moscou[3] ;
- le Liberty Bell Open en 2004[4]
- le HB Global Chess Challenge en 2005 à Minneapolis (un open avec un premier prix de 50 000 dollars) ;
- l'open du Foxwoods Resort Casino dans le Connecticut en 2007 (deuxième après un départage en blitz contre Kamsky)[5] ;
- le championnat du Texas en juillet 2010 avec 6,5 points sur 7[6].

Il a participé au coupe du monde d'échecs 2005 (éliminé au 1er tour par Sergey Erenburg). Il ne put pas participer à la coupe du monde d'échecs 2007 à Khanty-Mansiïsk en Russie, du fait de problèmes de visa.
Lors du Championnat des États-Unis d'échecs 2018, Izoria marqua 5 points sur 11, avec des victoires sur Hikaru Nakamura et Fabiano Caruana.
Lors du Championnat du monde d'échecs par équipes 2019, il marqua 2 points sur 4.
Par ailleurs, Izoria joue également en ligne, sur lichess et chess.com, et est streamer (commentaire de parties, let's play) sur YouTube et Twitch.